# Heinrich Prinz zu Sayn-Wittgenstein
Heinrich Alexander Ludwig Peter Prinz zu Sayn-Wittgenstein (Koppenhága, 1916. augusztus 14. – Stendal, 1944. január 21.) éjszakai vadászpilótaként szolgált a második világháborúban. Elestekor a német légierő, a Luftwaffe, legmagasabb géplelövést elért éjszakai vadászpilótája volt. A második világháború végén még mindig harmadik. Összesen 83 légi győzelmet aratott.

## Élete
Prinz zu Sayn-Wittgenstein 1916. augusztus 14-én Koppenhágában, Dániában született és német nemesi családból származik. 1937 tavaszán lépett be a Wehrmacht lovasságába. Bejutott hajózó személyzeti képzésre, majd áthelyezték a légierőhöz.
Zömében Ju 88 ill. He 111 változatokat repült. 1941 novemberéig a nyugati fronton szolgált. Bombázópilótaként Franciaország és Anglia elleni bevetéseken többnyire. A Vaskereszt Másodosztályával 1940. június 5-én, Első Osztályával június 26-án tüntették ki. 1941 novemberétől a keleti fronton szolgált. 1942-ben jelentkezett éjszakai vadász képzésre. 
Első éjszakai légi győzelmét az 1942. május 8. és 9. közötti éjszakán aratta. A Német Aranykeresztet 1942. aug. 21-én főhadnagyként nyerte el. 1942 őszére már elérte a 22 megerősített légi győzelmet, amiért meg is kapta a Vaskereszt Lovagkeresztjét október 7-én. 1943. augusztus 31-én díszítették Vaskeresztjét Tölgyfalombokkal. Posztumusz tüntették ki a Vaskereszt Tölgyfalombokkal és Kardokkal ékesített fokozatával.

## Halála
Ju 88-as gépe (R4+XM, Werknummer: 750 467) 1944. január 21/22-ének éjszakáján Schönhausen (Stendal) mellett, meredek zuhanás után csapódott a földbe. A gép teljes személyzete (3fő) kiugrott, de csak a szerelője és rádiósa élte túl, Wittgenstein holttestét 2 nappal később találták meg a gépe mellett; ejtőernyője nem nyílt ki. Nagy valószínűséggel ugráskor beverte fejét és elvesztette az eszméletét. Aznap éjjel 5 bombázót lőtt le. Az ysselsteyni német katonai temetőben nyugszik.